# Председнички избори у САД
На председничким изборима у Сједињеним Америчким Државама одређује се ко ће бити председник и потпредседник САД. Они добијају четворогодишњи мандат који почиње у подне „инаугурационог дана”, који је 20. јануара у години након изборне. Избори се на различит начин организују у различитим савезним државама и нису одређени савезним правилима.
Председнички избори одржавају се сваке четири године. Последњи су одржани 8. новембра 2016. а наредни ће бити одржани 2020. године. Избори почињу на изборни дан тј. уторак између 2. и 8. новембра сваке четврте године почевши од 1792.
Председнички избори у САД индиректни. Председника бира Изборни колегијум Сједињених држава а чланове овог дела свака држава одређује према сопственим правилима. Чланови колегијума могу да гласају за било кога али готово без изузетака гласају за унапред одређене кандидате. Гласове потврђује Конгрес почетком јануара. Конгрес је последња инстанца која разматра гласове.